# 展望号探测器
展望号(EnVision)是一项计划前往金星执行高分辨率雷达测绘和大气研究的轨道任务，这项任务将有助于科学家了解它的地质活动与大气层之间的关系，并将调查金星与地球为何各自走上如此不同的演化道路。这项任务将和美国航天局合作研究，目前正在评估相互可能分担的职责。

## 概述
该设想于2018年5月入选最终候选方案，成为欧洲空间局(ESA)”宇宙愿景“计划中第五项中级任务(M5)。该任务将与美国国家航空航天局合作研究的，目前正就科学、技术和方案等方面评估各自需承担的职责。另一项入围者的任务设想是”忒修斯卫星“(THESEUS)，一台伽马射线太空望远镜。获胜者将于2021年选出，并在2032年发射。
一旦被选中，计划中的这项M级任务将于2032年由阿丽亚娜6.2号火箭发射升空，它使用5种尖端设备执行为期4年的测量：一台S波段合成孔径雷达(VenSAR)、一台地下雷达测深仪(SRS)和一套由三台光谱仪和光谱成像仪组成的设备(VenSpec)：红外成像仪(VenSpec-M)、红外光谱仪(VenSpec-H)和紫外光谱仪(VenSpec-U)。展望号还将通过无线电侦测，描绘金星重力场的特征，本次任务预计费用为5.44亿欧元。
”展望号“的首席科学家是理查德·盖尔(Richard Ghail) （页面存档备份，存于），伦敦大学皇家霍洛威学院，两位副首席科学家是柯林·威尔逊(Colin Wilson) （页面存档备份，存于），英国牛津大学(科学调查负责人)和托马斯·威德曼(thomas widemann) （页面存档备份，存于），法国巴黎天文台(项目主管)。

## 科学目标
核心的科学测量包括：特定目标的高分辨率测绘、表面变化、地貌、地形、地下、热辐射、二氧化硫、水、同位素比值、重力、自旋率和自旋轴。具体任务目标是：
- 测定当前的活动级别及性质。
- 测定形成地表特征范围的地质事件次序。
- 评估金星是否曾拥有过海洋或生命宜居。
- 了解该行星地质史上控制内部热量释放的组织地球动力学机制。

## 科学载荷
理论上的有效载荷由三台仪器和一套无线电科学实验设备组成
- 金星合成孔径雷达(VenSAR)，运行于S波段(9.4厘米波长)频率为3.2 GHz。合成孔径雷达将提供几种极轨成像和测距技术：(1)区域和目标表面测绘；(2)全球地形和测高；(3)立体成像；(4)表面辐射测量和散射测量，(5)表面偏振测量，(6)重复通过干涉测量机会。美国宇航局选定的喷气推进实验室s波段合成孔径雷达(VenSAR)目前正在进行科学、技术和任务评估。合成孔径雷达(SAR)是一种多功能遥感技术，具有独特的能力来测定地球物理信息，而其他遥感方法往往无法获得这些信息。该雷达将多刻度地描述形成金星地质史的结构特征和地貌证据，以及当前火山、构造和沉积活动的特征。金星合成孔径雷达的主要研究者是美国宇航局/加州理工学院喷气推进实验室 （页面存档备份，存于）的斯科特·亨斯利(Scott Hensley) （页面存档备份，存于）。
- 金星地下雷达测深仪(SRS）由一个固定偶极子天线组成，工作范围为9-30兆赫。该雷达将在各种地质地形中探寻地层边界，包括撞击坑及充填物、掩埋坑、镶嵌地块和它的边缘、平原、熔岩流及边沿和构造特征，以提供不同深度范围和水平尺度的地层关系。地下雷达测深仪的主要研究者为意大利特伦托大学的洛伦佐·布鲁佐内(Lorenzo Bruzzone) （页面存档备份，存于） （页面存档备份，存于）[2]。
- 金星光谱套件(VenSpec)由三种频谱设备组成：红外成像仪、红外光谱仪和紫外光谱仪。

红外成像仪将提供岩石类型的成分数据；红外光谱仪执行极高分辨率的大气测量；而紫外光谱将监测硫化物(主要是一氧化硫和二氧化硫)，以及金星顶端云层中神秘的紫外线吸收体。该套件也将搜索地表温度和对流层中代表火山喷发的火山气体浓度变化，金星光谱套件和红外成像仪主要研究者是德国航空航天中心行星研究所 （页面存档备份，存于）的 约恩·赫尔伯 (Jörn Helbert) （页面存档备份，存于）；红外光谱仪的主要研究者是比利时皇家航空航天研究所 （页面存档备份，存于） (BIRA/IASB)的安·卡琳·范代尔(Ann Carine Vandaele)；紫外光谱仪主要研究者是法国LATMOS, IPSL的伊曼纽尔·马尔克(Emmanuel Marcq) （页面存档备份，存于） （页面存档备份，存于）。

## 无线电科学实验
任何绕轨道飞行的航天器都对局部引力场敏感，加上太阳的引力场，在较小程度上，还有其他行星的引力场，这些引力扰动会影响到航天器的轨道速度，从中可测定一颗行星的引力场。“展望号”低偏心率、靠近极地和相对低空的轨道提供了获得金星表面各坐标点高分辨率引力场的机会。引力场和地形的分析可提供岩石圈和地壳结构的见解，使我们能够更好地了解金星的地质演化。在缺乏地震数据的情况下，对潮汐变形和行星自身运动的测量提供了探测其内部深层结构(内核的大小和状态)的方法。当“展望号”轨道速度受到扰动时，通过金星产生的重力势能变化(k2潮汐勒夫数)可对它的潮汐变形进行测量。
无线电科学和重力实验的二位首席调查员法国南特大学的卡罗琳·杜穆林(Caroline Dumoulin) （页面存档备份，存于）和帕斯卡·罗森布拉特(Pascal Rosenblatt) （页面存档备份，存于） （页面存档备份，存于）.

## 另请参阅
- 破晓号，一艘正在运行的日本金星轨道器
- 麦哲伦号，美国宇航局的金星轨道器
- 金星的观察和探索
- 金星快车号，欧空局的金星轨道器
- 真相号探测器，美国宇航天局一项具有类似目标的发现计划
- 金星的火山活动